# Luigi Chinetti

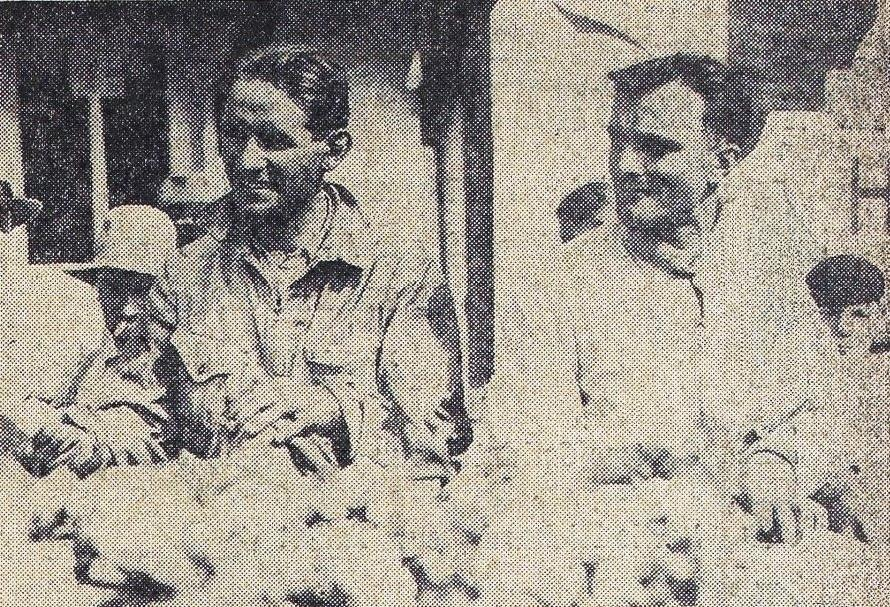
Raymond Sommer y Chinetti (derecha) luego de su friunfo en Le Mans, 1932

Luigi Chinetti (Milán, 17 de julio de 1901-Greenwich, Connecticut, 17 de agosto de 1994) fue un piloto de automovilismo y empresario ítalo-estadounidense. Ganó las 24 Horas de Le Mans en tres ocasiones, fue importador exclusivo de Ferrari en Estados Unidos y fundó el equipo North American Racing Team.

## Carrera deportiva
Chinetti era hijo de un armero de Milán. En su adolescencia aprendió este oficio y unos años más tarde ingresó como mecánico en Alfa Romeo, donde conoció a Enzo Ferrari. Durante el auge del fascismo en Italia se mudó a Francia, pasando a ser vendedor de la misma marca.
En 1932, el piloto Raymond Sommer lo llamó para ser su copiloto en las 24 Horas de Le Mans a bordo de un 8C 2300 LM. Lograron la victoria con dos vueltas de ventaja sobre otro Alfa Romeo. Ingresó con un 8C 2300 propio en la siguiente edición de la carrera, esta vez junto a Philippe de Gunzbourg. Finalizaron segundos detrás de Sommer y Tazio Nuvolari. Ese año ganó las 24 Horas de Spa con Louis Chiron.
En 1934 se alistó con el debutante Philippe Étancelin para lograr su segunda victoria en Le Mans, con más de 13 vueltas de ventaja sobre los dos Riley que los escoltaron. Entre 1935 y 1939 no finalizó ninguna edición, participando en las últimas tres con Talbot. En esos años también estuvo presente en dos ediciones del Gran Premio de l'ACF (Francia).
Luego del parón de la Segunda Guerra Mundial y ya establecido en Estados Unidos, Chinetti volvió a la competición en 1947. Al año siguiente, logró una de las primeras victorias la historia de la marca Ferrari. Fue en las 12 Horas de París en Montlhéry, donde ganó nuevamente unos años más tarde.
Su vuelta a Le Mans en 1949 fue victoriosa, ya pilotando para Ferrari. El 166 MM fue inscrito a nombre Peter Mitchell-Thomson «Lord Selsdon», pero Chinetti condujo más de 23 horas, entregando recién el vehículo a Thomson en la última media hora de competencia. Luego de esto, Chinetti logró vender el Ferrari a Thomson. Ganó nuevamente en Spa, esta vez con Jean Lucas de copiloto.
En 1951 fue copiloto mecánico de Piero Taruffi en la Carrera Panamericana a bordo de un Ferrari 212 Inter, resultando ganadores. Al año siguiente, ya como primer piloto, fue tercero en una Ferrari 340 México. Su última presencia como piloto en las 24 Horas de Le Mans fue en 1953. Se retiró en 1957.

## Carrera empresarial
En los años 30, tuvo acuerdos comerciales con las marcas Maserati, Delahaye y Delage.
Chinetti se encontraba en Indianápolis para ver las 500 Millas a finales de mayo de 1940. Días más tarde, el ejército alemán invadió Francia, por lo que el originario de Italia se quedó en Estados Unidos. Luego de la guerra, permaneció allí y adoptó la nacionalidad estadounidense en 1950. Inicialmente trabajó para Pratt & Whitney y Rolls Royce.
Volvió a Europa en 1949 para ver que sus propiedades habían sido destruidas en la guerra. Luego viajó a Módena para reunirse con Enzo Ferrari. Enzo lo nombró como representante de Ferrari en Estados Unidos y él abrió el primer concesionario de la marca en el país.
En 1952 vendió un 212 Export a Phil Hill, quien poco después se convertiría en piloto de Chinetti, para se recomendado por este a Ferrari más adelante. Hill le dio a la escudería el Campeonato Mundial de Pilotos de 1961. También apoyó los inicios de las carreras deportivas de Mario Andretti, Dan Gurney y los hermanos Pedro y Ricardo Rodríguez.

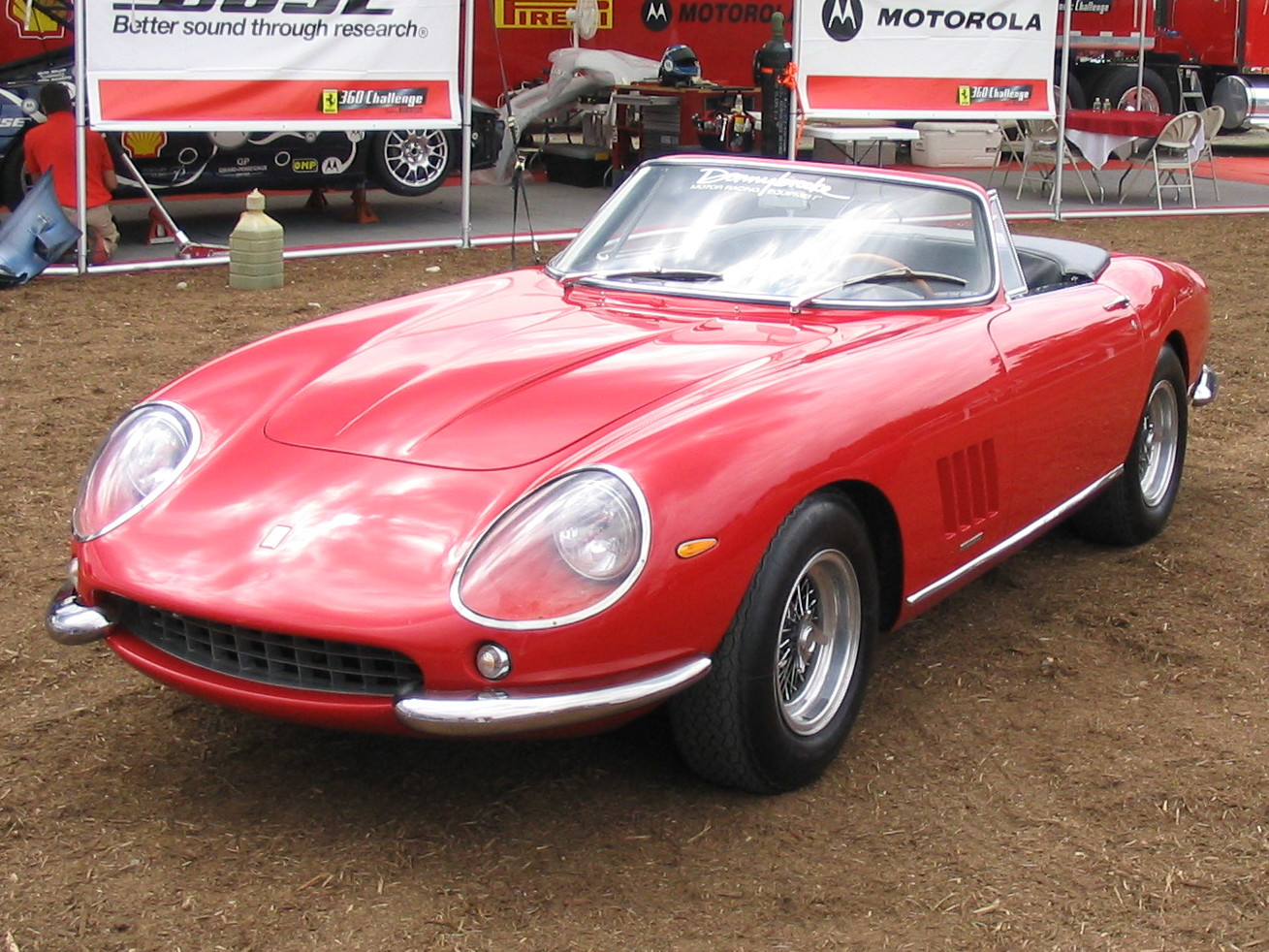
275 GTS/4 NART Spyder

En 1958 fundó el equipo North American Racing Team (NART) con apoyo de los expilotos George Arents y Jan de Vroom. A pesar de ser una escudería privada, la relación de Chinetti con Ferrari hizo que la marca italiana le proveyera los vehículos del equipo oficial que estaban en desuso.
En 1964, debido a un conflicto entre Ferrari y la FIA, los Ferrari del equipo de Fórmula 1 fueron ingresados por NART para los Grandes Premios de Estados Unidos y México de ese año, dejando el color rojo por el blanco y azul. Esto se repitió años más tarde, aunque conservando el color tradicional. Entre las victorias más destacas de NART está la obtenida en las 24 Horas de Le Mans 1965, la última victoria de un Ferrari en esta carrera de resistencia. Fue con un 250 LM conducido por Masten Gregory, Jochen Rindt y, posiblemente, Ed Hugus.
Además del equipo de carreras, NART creó varias ediciones limitadas de automóviles de Ferrari, como el 275 GTS/4 NART Spyder. Chinetti vendió su negocio en 1977 y la empresa cerró unos años más tarde.

## Vida personal
Chinetti se casó en 1942 y él y su esposa tuvieron un hijo, Luigi Chinetti Jr. «Coco», como es apodado, también fue piloto y participó en más de una ocasión en Le Mans con el equipo NART. Luigi Sr. vivió los últimos años de su vida en Greenwich, Connecticut. Murió el 17 de agosto de 1994 a la edad de 93 años.

## Resultados

### 24 Horas de Le Mans
| Año     | Equipo         | Copilotos              | Automóvil             | Clase | Vueltas | Pos. | Pos. Clase |
| ------- | -------------- | ---------------------- | --------------------- | ----- | ------- | ---- | ---------- |
| 1932    | Raymond Sommer | Raymond Sommer         | Alfa Romeo 8C 2300 LM | 5.0   | 218     | 1.º  | 1.º        |
| 1933    | Luigi Chinetti | Philippe de Gunzbourg  | Alfa Romeo 8C 2300    | 5.0   | 233     | 2.º  | 2.º        |
| 1934    | Luigi Chinetti | Philippe Étancelin     | Alfa Romeo 8C 2300    | 3.0   | 213     | 1.º  | 1.º        |
| 1935    | Luigi Chinetti | Jacques Gastaud        | Alfa Romeo 8C 2300    | 3.0   | 116     | DNF  | DNF        |
| 1937    | Luigi Chinetti | Louis Chiron           | Talbot T150C          | 5.0   | 7       | DNF  | DNF        |
| 1938    | Luigi Chinetti | Philippe Étancelin     | Talbot T1500 SS Coupé | 5.0   | 66      | DNF  | DNF        |
| 1939    | Luigi Chinetti | Taso Mathieson         | Talbot T26            | 5.0   | 102     | DNF  | DNF        |
| 1949    | Lord Selsdon   | Peter Mitchell-Thomson | Ferrari 166 MM        | S2.0  | 235     | 1.º  | 1.º        |
| 1950    | Luigi Chinetti | Pierre Louis-Dreyfus   | Ferrari 195 Sport     | S3.0  | 121     | DNF  | DNF        |
| 1951    | Luigi Chinetti | Jean Lucas             | Ferrari 340 America   | S5.0  | 246     | 8.º  | 5.º        |
| 1952    | Luigi Chinetti | Jean Lucas             | Ferrari 340 America   | S5.0  | 250     | DSQ  | DSQ        |
| 1953    | Luigi Chinetti | Tom Cole               | Ferrari 340MM Spider  | S5.0  | 175     | DNF  | DNF        |
| Fuente: |                |                        |                       |       |         |      |            |

### Campeonato Europeo de Pilotos
(Clave) (negrita indica pole position) (cursiva indica vuelta rápida)
| Año     | Escudería       | 1   | 2     | 3   | 4   | Pos.  | Puntos |
| ------- | --------------- | --- | ----- | --- | --- | ----- | ------ |
| 1939    | Christian Kautz | BEL | FRA 8 | GER | SUI | 16.º* | 28*    |
| Fuente: |                 |     |       |     |     |       |        |

- * Posición y puntos al momento de cancelarse el campeonato.